# Heike Grotegut

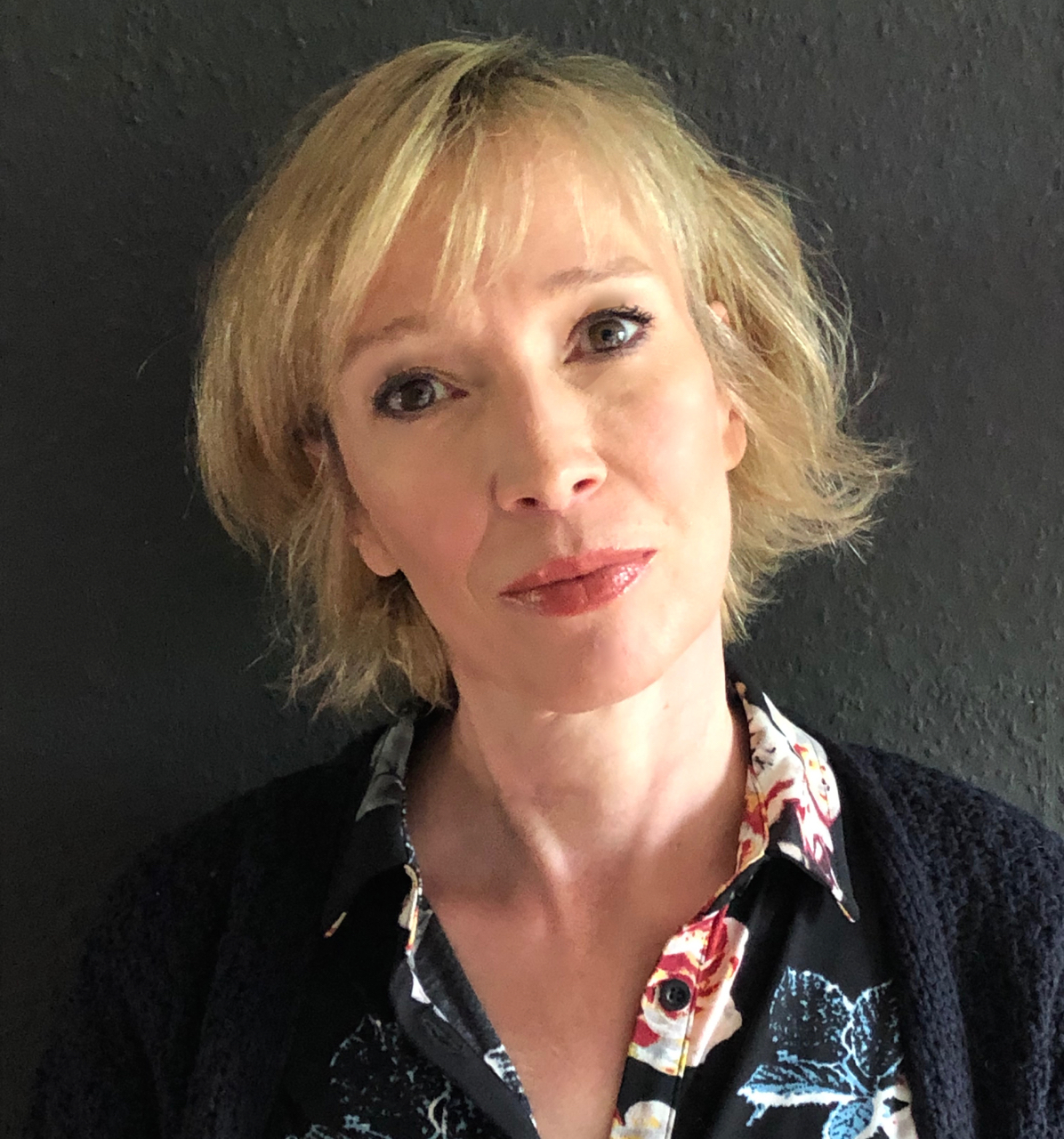
Heike Grotegut (2020)

Heike Grotegut ist eine deutsche Autorin, Katzenpsychologin und ehemalige Informatikerin.

## Leben
Heike Grotegut wuchs in Detmold im Kreis Lippe auf, wo sie auf dem Stadtgymnasium Detmold ihr Abitur machte. Sie studierte Germanistik in Paderborn und Köln und absolvierte u. a. beim Max-Planck-Institut für Gesellschaftsforschung eine verkürzte Ausbildung im IT-Bereich. Sie arbeitete als System- und Netzwerkadministratorin am Max-Planck-Institut für Pflanzenzüchtungsforschung und der Metro Group.
Grotegut arbeitet seit 2009 hauptberuflich als Katzenpsychologin und war als Expertin häufiger in TV-Formaten wie „Tiere suchen ein Zuhause“, „Quarks“, „Odysso“ zu Gast.
2016 erschien ihr erstes Buch Alles für die Katz! im Ulmer-Verlag. 2019 erschien Katze allein zu Haus, ebenfalls im Ulmer-Verlag. Grotegut schreibt für verschiedene Formate, u. a. erscheint ein monatlicher Beitrag von ihr in der Zeitschrift  Our Cats (Minerva-Verlag).
Grotegut lebt und arbeitet in Köln.

## Werke
- Katze allein zu Haus: Wohnungskatzen glücklich machen, Ulmer Verlag, 2019, ISBN 978-3-8186-0650-3.
- Cats home alone: all you need to know in one concise manual, Haynes Verlag, 2020, ISBN 978-1-78521-735-7.
- El gato solo en casa: cómo hacer afortunados a los gatos domésticos, Editorial Acribia, S.A., 2020, ISBN 978-84-200-1214-8.
- Kočka sama doma: jak udělat domácí kočku šťastnou, Euromedia Group, 2020, ISBN 978-80-242-6412-7 (Einband) ISBN 80-242-6412-9 (Broschüre).
- Alles für die Katz!: 88 Katzenspiele einfach selbst gemacht, Ulmer Verlag, 2016, ISBN 978-3-8001-0303-4.
- Kot: gry i zabawy edukacyjne, Bellona, ISBN 978-83-11-15208-3.

## Fernsehen, Radio (Ausschnitt)
- 2021: Arte Wissenschaft – Das geheime Wesen der Katzen (Beitrag vom 27.03. – 01.07.2021 in der Arte-Mediathek)
- 2021: Quarks - Männergrippe, Vitamin D, Katzen verstehen
- 2020: Planet Wissen - Katzen und Menschen - eine ganz besondere Beziehung
- 2020: NDR WissensCheck - Katze oder Hund?
- 2020: SWR - Sag die Wahrheit (Rateshow, Gast)
- 2020: 1 Live - Pferd bin ich? (Gast)
- 2020: Tiere suchen ein Zuhause - Warum Katzen kratzen
- 2020: Tiere suchen ein Zuhause - Warum Katzen Gesellschaft brauchen
- 2019: Odysso - Lieben Katzen ihre Besitzer?
- 2019: Tiere suchen ein Zuhause - Schwangerschaft und Katzen
- 2019: WDR5 - Neugier genügt (Gast zum Weltkatzentag)
- 2019: Tiere suchen ein Zuhause - Schwangerschaft und Katzen
- 2019: Tiere suchen ein Zuhause - Verhaltensauffällige Katzen
- 2019: Tiere suchen ein Zuhause - Silvester: So kommen Katzen stressfrei ins neue Jahr
- 2018: Quarks - Vierbeinige Verführer - Warum wir verrückt nach Katzen sind
- 2018: SAT1 Gold - Letzte Chance für 4 Pfoten